# Одесско-Николаевская операция
Одесско-Николаевская операция (февраль-апрель 1919) — операция Украинского фронта РККА по установлению контроля над Северным Причерноморьем (район Одесса—Николаев).

## Предыстория
В середине ноября 1918 года союзный флот Антанты из состава ВМС Англии, Франции, Италии, Греции вошёл в Чёрное море. В течение ноября-декабря 1918 года десантные части интервентов захватили Новороссийск, Севастополь, Одессу, Феодосию, Евпаторию, Ялту, Керчь. В конце января 1919 года войска Антанты при согласии Директории Украинской Народной Республики расширили зону оккупации и, в частности, взяли под свой контроль Херсон и Николаев. Уступка интервентам со стороны Директории поставила начдива Херсонской дивизии УНР атамана Н. А. Григорьева, считавшего себя единоличным хозяином района Николаев — Херсон, в сложное положение и привела к его переходу на сторону Красной армии. Личный состав Херсонской дивизии был переформирован по штатам Красной армии в 1-ю бригаду 1-й Заднепровской Украинской советской дивизии Украинского фронта. Бригаде была поставлена задача держать фронт севернее линии Вознесенск — Алёшки — Никополь — Апостолово — Кривой Рог, сдерживая продвижение войск Антанты и не допуская их объединения с наступавшими из Северной Таврии русскими белогвардейцами.
К середине февраля командование Антанты располагало на юге бывшей Российской империи двумя французскими и 1,5 греческими дивизиями, а также английскими, румынскими, сербскими и польскими частями (всего до 60 тыс. чел.), которые оккупировали Крым, а в Бессарабии на Украине занимали территорию, ограниченную с севера линией Бендеры — Тирасполь — Бирзула — Колосовка — Николаев — Херсон.
К февралю 1919 года в районе Одессы было сосредоточено в общей сложности до 45 тысяч военнослужащих стран Антанты и белых войск (в том числе до 25 тыс. французских войск, на вооружении которых имелись 22 танка, 12 тыс. греков, 2 тыс. польских добровольцев-легионеров). Части 40-го румынского корпуса силой до 1 тыс. штыков занимали фронт от Днестра до Раздельной. Войска Антанты в Одесском районе имели на вооружении 80 пушек. Отдельная Одесская стрелковая бригада генерала Н. Тимановского насчитывала ещё 3300 штыков и 1600 сабель. Бригада была сформирована из офицеров и солдат, которые перешли из гетманской армии на сторону Белого движения.

## Ход событий
1 марта 1919 года советские войска Украинского фронта перешли в наступление на Херсон, который в результате упорных боёв был взят 10 марта.
2 марта войска Григорьева появились в окрестностях Херсона и 9 марта, после упорных уличных боёв, овладели городом, нанеся крупный урон оборонявшимся греческим войскам. 14 марта французские войска поспешили очистить Николаев; оставшиеся оборонять Николаев греческие войска были почти полностью уничтожены Григорьевым.
17 марта командующий Украинским фронтом Антонов-Овсеенко принял решение об общем наступлении: главные силы Киевской группы направлялась на Жмеринку — Проскуров, где продолжали держаться силы Директории, а Харьковская группа войск основной частью наступала на Одессу. 27 марта Киевская группа нанесла решительное поражение войскам Директории. Успехи советских войск, а также массовая «большевизация» французских войск и флота вынудили греко-французские войска оставить Одессу. 6 апреля Одесса была занята красными войсками.

## Итоги и последствия
В результате занятия района Одессы и Николаева войска Украинского фронта получили выход к Чёрному морю и вошли в непосредственное соприкосновение с румынскими войсками на реке Днестр.